# Robert Penn Warren
Robert Penn Warren (Guthrie, 24 aprile 1905 – Stratton, 15 settembre 1989) è stato uno scrittore e poeta statunitense.
Romanziere e critico letterario, fu uno dei fondatori del New Criticism in America. Membro direttivo della Fellowship of Southern Writers (Sodalizio degli Scrittori Sudisti), è l'unico scrittore ad aver vinto il Premio Pulitzer sia per la narrativa che per la poesia. Warren vinse il Pulitzer nel 1947 per il romanzo Tutti gli uomini del re (All the King's Men, 1946) e vinse successivamente due Premi Pulitzer per la poesia nel 1957 e nel 1979.

## Biografia
Nato a Guthrie, Kentucky, frequentò il liceo Clarksville High School nel Tennessee, la Vanderbilt University nel 1925 e la University of California, Berkeley, nel 1926. Successivamente, Warren si laureò in Lettere alla Yale University e come Rhodes Scholar al New College di Oxford, in Inghilterra, nel 1930. Lo stesso anno cominciò la sua carriera di insegnante al Southwestern College (ora chiamato Rhodes College) a Memphis, Tennessee. Insegnò anche alla Vanderbilt University e alla LSU. Nel 1930 si sposò con Emma Brescia, da cui divorziò nel 1951. Sposò quindi Eleanor Clark, nel 1952, dalla cui unione nacquero due figli, Rosanna Phelps Warren (n. luglio 1953) e Gabriel Penn Warren (n. luglio 1955). Sebbene le opere di Warren riflettano temi e mentalità del Sud, egli pubblicò il suo lavoro più famoso, Tutti gli uomini del re (All the King's Men), mentre era professore alla University of Minnesota e visse la seconda parte della sua vita a Fairfield, nel Connecticut, e a Stratton, nel Vermont. Ricevette inoltre una Guggenheim Fellowship per studiare in Italia durante la dittatura di Benito Mussolini. Morì il 15 settembre del 1989, in seguito a complicazioni per cancro osseo.

### Carriera
Mentre ancora studente alla Vanderbilt, Warren si associò con il gruppo di poeti conosciuti come I Fuggiaschi e in seguito, nei primi anni trenta, Warren e alcuni degli stessi scrittori formarono un gruppo col nome di Southern Agrarians (Agrari Sudisti). Pubblicò in seguito Who Speaks for the Negro (Chi parla per i negri?), una collezione di interviste con capi afroamericani di movimenti dei diritti civili, compreso Malcolm X, nel 1965.
Warren fu consulente di poesia alla Biblioteca del Congresso, Poeta Laureato per gli anni 1944-1945 e vinse il Premio Pulitzer nel 1947, per la sua opera più nota, il romanzo Tutti gli uomini del re (All the King's Men), il cui personaggio principale, Willie Stark, assomiglia al populista radicale e governatore della Louisiana, Huey Pierce Long (1893-1935), che Warren ebbe modo di osservare attentamente mentre insegnava alla Louisiana State University a Baton Rouge dal 1933 al 1942. Warren vinse il Premio Pulitzer per la Poesia due volte, nel 1958 con Promises: Poems 1954-1956, e nel 1979 per Now and Then. È l'unico scrittore ad aver mai vinto il Pulitzer sia per la narrativa che per la poesia. Il film Tutti gli uomini del re con l'attore Broderick Crawford, divenne un film di grande successo e vinse il Premio Oscar al miglior film del 1949. Un rifacimento del 2006 dello scrittore/regista Steven Zaillian aveva Sean Penn nel ruolo di Willie Stark e Jude Law in quello di Jack Burden.
Nel 1981 Warren fu nominato MacArthur Fellow e successivamente primo Poet Laureate Consultant in Poetry degli Stati Uniti, il 26 febbraio 1986.

## Al cinema
- Tutti gli uomini del re (1949) di Robert Rossen tratto dal romanzo omonimo
- La banda degli angeli (1957) di Raoul Walsh tratto dal romanzo omonimo
- Tutti gli uomini del re (2006) di Steven Zaillian, remake del film del 1949